# اوستکینوماب
اوستکناماب (انگلیسی: Ustekinumab؛ ‏تلفظ صحیح انگلیسی: یوستکینوماب)  با نام تجاری استرلا یک پادتن تک‌تیره انسانی است. این دارو برای هدایت اینترلوکین ۱۲ و اینترلوکین ۲۳، پروتئین تنظیم سیستم ایمنی بدن و اختلالات التهابی با واسطهٔ ایمنی است.
اوستکناماب در کانادا، اروپا و ایالات متحده برای درمان پسوریازیس پلاکی متوسط تا وخیم تأیید شده‌است. اوستکناماب در فاز II مطالعات برای سارکوئیدوز، درمان دومی در مقابل Simponi (گولیموماب) مورد آزمایش قرار گرفت. در ۲۴ سپتامبر سال ۲۰۱۳، FDA استفاده از اوستکناماب را برای درمان ورم مفاصل پسوریاتیک مورد تأیید قرار داد. آن برای بیماری ام اس مؤثر واقع نشد.
در دو آزمایش فاز III، اوستکناماب برای پسوریازیس متوسط تا شدید، طولانی ترین> ۷۶ هفته، بی‌خطر و مؤثر بود. مطالعهٔ فاز III سوم مقایسهٔ اثربخشی و ایمنی اوستکناماب با اتانرسپت در درمان پسوریازیس پلاکی متوسط تا وخیم بود. این آزمایش یافت که یک پاسخ بالینی به‌طور قابل توجهی بالاتر با اوستکناماب در طول دورهٔ مطالعه ۱۲ هفته نسبت به دوز بالای اتانرسپت وجود دارد. همچنین به نفع بالینی اوستکناماب در میان بیمارانی که قادر به پاسخگویی به اتانرسپت نبودند نشان داد.